# Dziennik intymny
Dziennik intymny – odmiana dziennika, zawierająca uporządkowane chronologicznie, dokonywane na bieżąco notatki autora na temat jego uczuć, przemyśleń i przeżyć. Ta forma dziennika wykształciła się wraz ze wzrostem znaczenia jednostkowej osobowości na przełomie XVIII i XIX wieku. 
Pierwotnie dzienniki takie miały służyć jedynie autorowi lub bliskim mu osobom i nie były przeznaczone dla szerszej publiczności. Zmieniło się to w XX wieku, kiedy to dzienniki intymne zaczęły być prezentowane w druku. Pierwszym autorem, który opublikował swój dziennik intymny był André Gide w 1938.
Dzienniki intymne pisywali m.in. Charles Baudelaire, Franz Kafka, Maria Dąbrowska oraz Stefan Żeromski.